# Visionaire (Magazin)
Die Visionaire ist ein Mode- und Kunstmagazin aus New York. 
In der Kunstszene hat das Magazin bereits Kultstatus erlangt und wird für immense Preise für einzelne Magazinausgaben gehandelt. Eine Sammlung von Ausgabe 1 bis 48 wurde bei Sotheby’s für 20.400 GBP (rund 23.600 Euro) verkauft.
Jede Ausgabe erscheint in limitierter Auflage und in einem anderen Format und behandelt eine andere übergreifende Thematik wie zum Beispiel The Orient, Erotica oder Gold. Manchmal sind auch Kunstgegenstände, Schmuck oder Kleidungsstücke beigelegt. Den Künstlern, Malern, Fotografen und Modedesignern wird bei der Interpretation des Themas freie Hand gelassen.